# Kadugannawa
Kadugannawa är en ort i Sri Lanka.   Den ligger i provinsen Centralprovinsen, i den centrala delen av landet, 80 km öster om huvudstaden Colombo. Kadugannawa ligger 580 meter över havet och antalet invånare är 1 214.
Terrängen runt Kadugannawa är huvudsakligen kuperad, men åt sydost är den platt. Runt Kadugannawa är det mycket tätbefolkat, med 1 517 invånare per kvadratkilometer. Närmaste större samhälle är Kandy, 13,1 km öster om Kadugannawa. I omgivningarna runt Kadugannawa växer i huvudsak städsegrön lövskog.